# Txistu

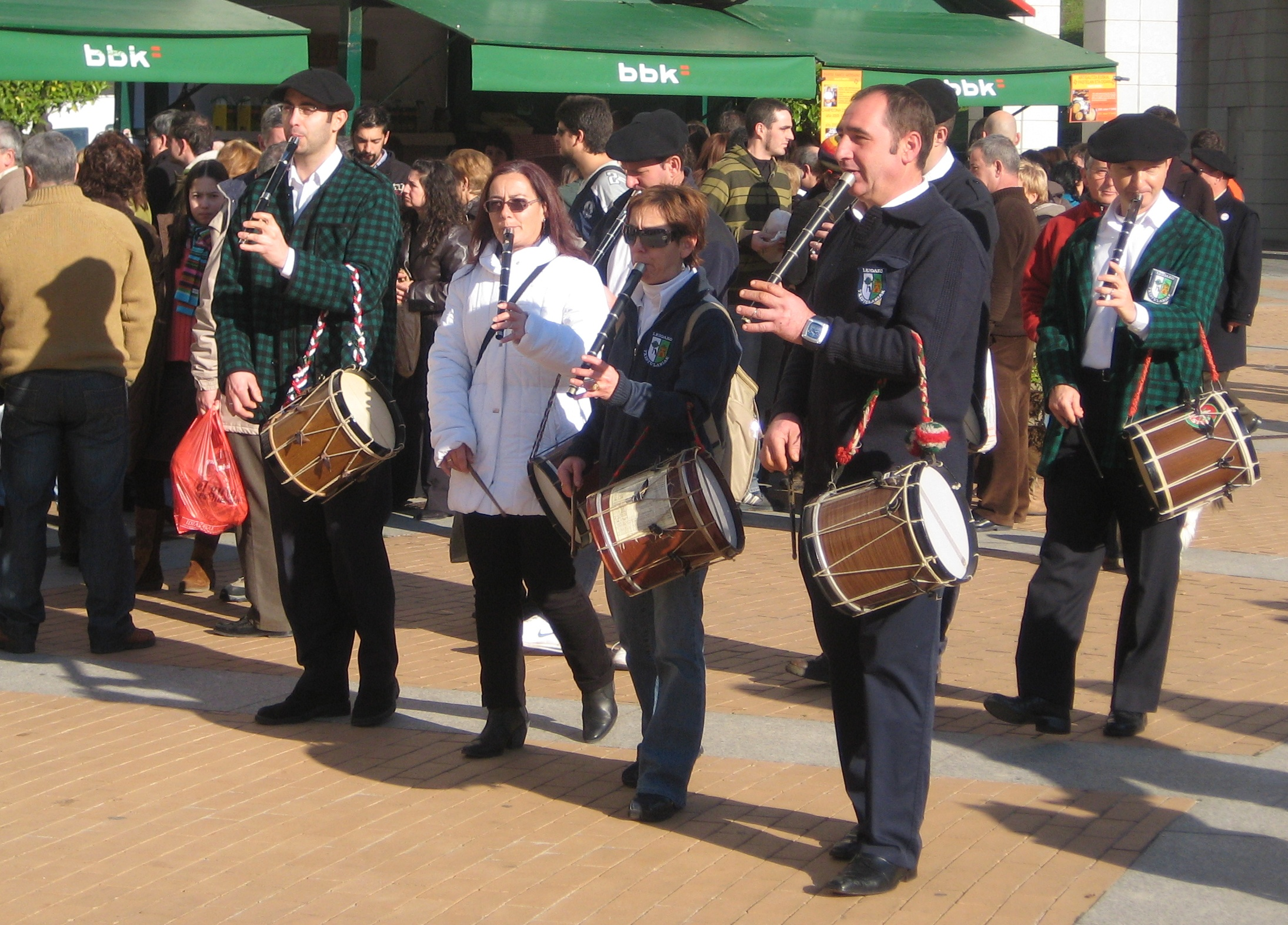
Tocadores de txistu (txistularis) em Lejona, na Biscaia

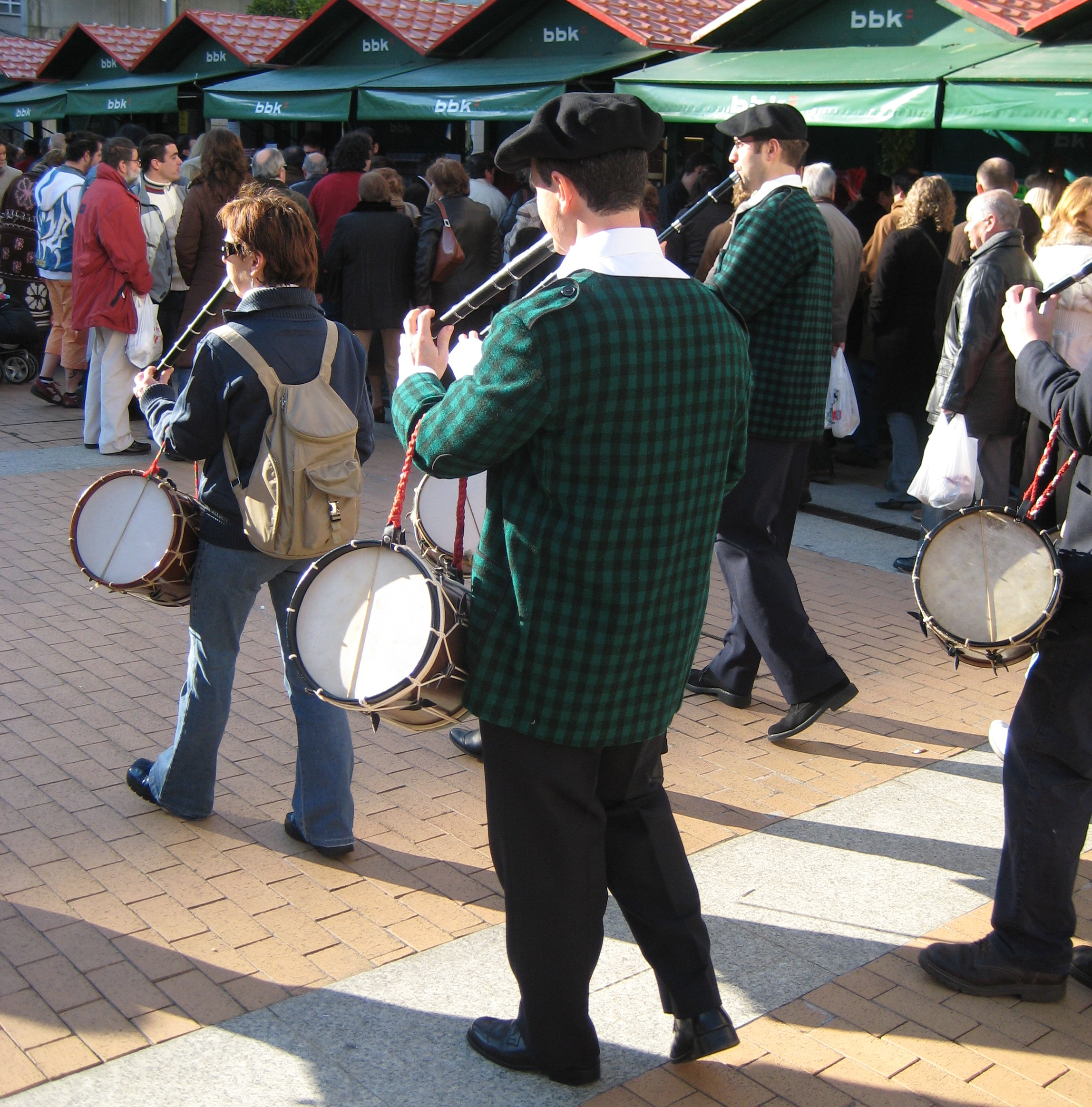
Tocadores de txistu (txistularis) em Lejona

O txistu (em basco) ou chistu (em castelhano) é um instrumento musical tradicional basco, uma espécie de flauta de bisel com quatro orifícios que é tocada com a mão esquerda, para deixar a mão direita livre para tocar um instrumento de percussão, o qual pode ser um pequeno tambor, uma  espécie de saltério (ttun-ttun ou atabal) ou uma campainha.
A origem do txistu é muito antiga, pois foram descobertas flautas datadas do Paleolítico superior nas grutas de Isturitz e de Oxocelhaya, situadas na comuna francesa de Isturits, Baixa Navarra.
Noutras regiões encontram-se flautas iguais ou muito semelhantes: chirula (ou txirula) no Béarn, a flabuta na Gasconha, muito parecida com a txirula, apesar de diferir desta nos ornamentos e reportório, o galoubet na Provença ou os tabor pipes britânicos. Os flabiols catalães e os flageolets franceses são também derivados destas flautas de três orifícios.

## Tipos detxistus
Podem distinguir-se os seguintes tipos de txistus:
- o txistu propriamente dito, afinado tradicionalmente em Fá sustenido ou, modernamente, em Fá;

- o silbote ou txistu handi, afinado em Si bemol menor;

- a txirula, uma espécie de txistu em buxo afinada em Dó, uma oitava acima que o silbote, encontrado sobretudo na província basca francesa de Soule, onde tem o nome de txülüla.

## Execução
A técnica usada para tocar txistus é semelhante às outras flautas de três orifícios; as notas são obtidas conforme o dedilhado e a intensidade do sopro, usando apenas os dedos indicador, médio e polegar. Os dedos anelar e mínimo servem principalmente para segurar o instrumento, embora o mínimo possa servir, nomeadamente na txirula, para produzir alterações ao nível do pavillon.
O tocador de txistu é chamado de txistulari em basco.